# Birk (Lohmar)
Birk ist ein Stadtteil von Lohmar im Rhein-Sieg-Kreis in Nordrhein-Westfalen.

## Geographie
Birk liegt an den südwestlichen Hängen des Bergischen Landes und westlich der Wahnbachtalsperre. Von hier bietet sich ein schöner Blick ins Rhein- und ins Siegtal. Ebenso gut ist aus der Ferne der Fernmeldeturm Lohmar-Birk zu erkennen. An Birk vorbei führt die Bundesstraße 56.

## Geschichte
Urkundlich erwähnt wurde Birk erstmals am 21. Februar 1310 anlässlich eines dort stattfindenden Gerichtstages, auf dem ein Lohmarer Pfarrhof verpachtet wurde. Actum in judicio ville de Byrke coram dapifero, sculteto, scabinis ac majori per parochianorum in Lomere. - Anno domini MCCCX sabbato ante festum cathedre beati Petri apostoli.
Bis 1555 hatte im Herzogtum Berg jedes Kirchspiel ein Gericht ohne  Hochgerichtsrechte. Nach der Zusammenlegung der Gerichtsbezirke gehörte Birk zum Gericht Neunkirchen im Amt Blankenberg.
Die Kirchspiele waren in Honschaften gegliedert, deren Grenzen festgelegt waren. Birk gehörte zur Honschaft Inger im Kirchspiel Lohmar. Rechte und Pflichten der Einwohner wie Weiderechte oder Pflicht zur Nachbarhilfe waren geregelt und wurden als „Nachbarrecht“ aufgezeichnet.
Das Kirchdorf Birk war bis ins 18. Jh. ein kleiner Ort mit nur wenigen Häusern, die in der Nähe der Kirche lagen. Dort wohnten Gewerbetreibende wie Gastwirt, Kaufmann, Hufschmied und Stellmacher, die wie die Kleinbauern wenige Morgen Land besaßen und ein wenig Vieh hielten. Ferner gab es ein Wohnhaus für den Offermann und seit 1678 ein Wohnhaus für den Vertreter des Pfarrers. Der Ort war von einer Hecke mit Falltoren, „Falder“ genannt, umgeben.
In den Kriegen des 17. und 18. Jahrhunderts waren die Einwohner durch Plünderungen, Brandschatzung und Kriegssteuern belastet, die wegen der Armut der Bewohner oft nicht aufzubringen waren. Um eine gerechtere Bewertung für die Steuern zu erhalten, wurde 1711 eine Vermessung des Landbesitzes und ein neues Landmaßbuch der Honschaft Inger angelegt.
Seit dem 18. Jahrhundert ist in Birk eine von der Ortskirche getragene Schule belegt. Der erste bekannte Schulmeister war der 1726 genannte Offermann Heinrich Knipp. Ihm folgten weitere Küster-Lehrer. Nach Ablegung der Lehrerprüfung wurde 1808 Johann Scharrenbroich, der Sohn des Küsters, als Lehrer angestellt.
In der Zeit der Französischen Revolution war Birk in den Jahren 1794–1797 wieder stark belastet durch Truppendurchmärsche. 1793/94 gehörte Birk zum Rückzugsgebiet der österreichischen Truppen aus den Niederlanden, für die Hand- und Spanndienste zu leisten waren.
Französische Revolutionstruppen rückten, vom Aggertal kommend über Birk nach Neunkirchen vor und mussten sich kurz darauf wieder zurückziehen. Der Vormarsch der Franzosen 1796 endete mit der Schlacht bei Kircheib.
Bei der Neuordnung der Verwaltungsbezirke im Großherzogtum Berg unter Napoléon im Jahre 1808 wurde Lohmar eine Mairie im Kanton Siegburg, die Honschaften blieben als Gemeinden bestehen.
In preußischer Zeit wurde die Mairie zur Bürgermeisterei Lohmar (ab 1927 Amt Lohmar) im Kreis Siegburg (ab 1825 Siegkreis) im Regierungsbezirk Köln. Die Bürgermeisterei bestand aus Spezialgemeinden, die seit Einführung der Gemeindeordnung für die Rheinprovinz 1845 einen eigenen Etat hatten.
1845/46 wurde ein Schulgebäude als Ziegelsteinbau für 3.831 Reichstaler errichtet und seit 1874 als zweiklassige Schule geführt. Vor 1846 hatte der Unterricht im Wohnhaus des Küsters oder in einem Tanzsaal stattgefunden.
1895 wurde, 30 Jahre nachdem Friedrich Wilhelm Raiffeisen 1864 den ersten Darlehensverein gegründet hatte, der Birker Spar- und Darlehnskassenverein gegründet. 1903 wurde er umbenannt in Landwirtschaftliche Bezugs- und Absatzgenossenschaft. Sie ermöglichte den Bauern den Absatz ihrer Produkte, den Bezug preiswerter Düngemittel und günstiger Darlehen. Als  Raiffeisenbank blieb sie selbstständig bis 1972.
Durch die 1909 eingerichtete private Automobilverbindung, später Omnibusverbindung Siegburg – Much über die Zeithstraße konnten die Einwohner Birks die Stadt Siegburg und die Orte der Umgebung bequem und schnell erreichen.
Der geplante Anschluss an das Stromnetz und die geplante Wasserleitung verzögerten sich durch den Ersten Weltkrieg. Erst 1921 erhielten die privaten Haushalte elektrisches Licht. Wasser wurde aus den Brunnen, den „Pützen“, geholt. Einige Haushalte hatten sich eine eigene Wasserleitung zugelegt durch ein Kloppmännchen, auch Klopphannes genannt. Erst 1941 erhielt Birk eine Wasserleitung.
Der Ort blieb im Zweiten Weltkrieg von Kriegsschäden weitgehend verschont.
Nach dem Zweiten Weltkrieg wuchs die Bevölkerung durch Heimatvertriebene und später durch Bauwillige, die Bauland zu günstigem Preis erwarben.
Durch den Bevölkerungszuwachs änderte sich die konfessionelle Zusammensetzung der Ortsbewohner. Für die evangelischen Christen wurde 1968 ein Gemeindezentrum gebaut, das sich nach einigen Jahren als zu klein erwies. 1987/1988 wurde nach Abbruch des alten ein neues größeres Gemeindezentrum errichtet. 1999 folgte noch ein Glockenturm mit zwei Glocken.
Nach der Gründung des Landes Nordrhein-Westfalen 1946 bis zur kommunalen Verwaltungsreform am  1. August 1969 gehörte der Ort zu der bis dahin eigenständigen Gemeinde Inger.

## Kirche

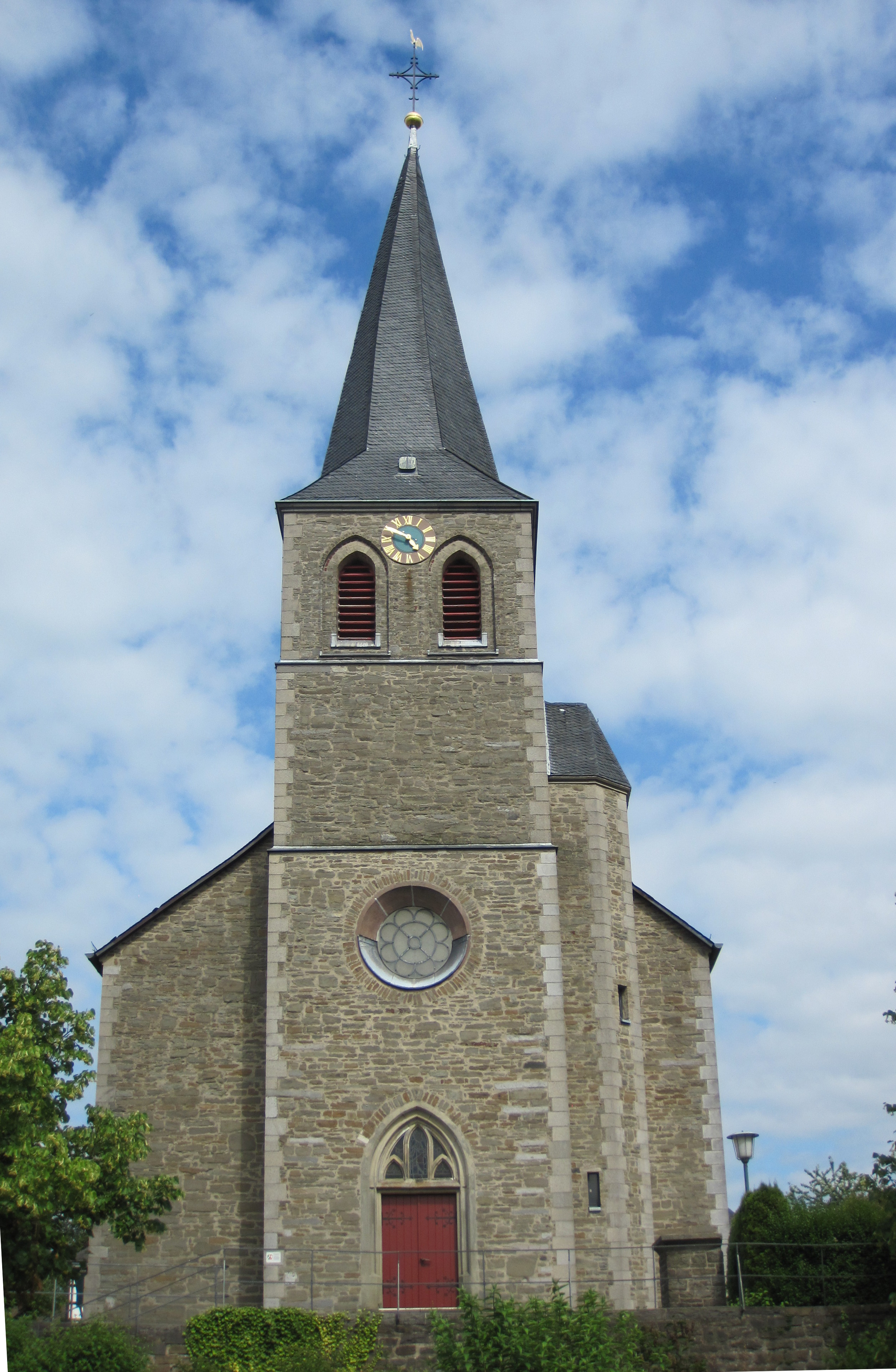
Westseite der Kirche St. Mariä Geburt

Die alte Kirche in Birk war Filialkirche der Lohmarer Kirche. Sie hatte ein romanisches Mittelschiff und einen erhöhten gotischen Chor. 1790 wurde das Mittelschiff und das nördliche Seitenschiff reparaturbedürftig. Der Landdinger des Amtes Blankenberg von Proff und auch der Lohmarer Pastor von Lieser hatten aber andere Interessen. Kriegsbedingt begann man dann erst um 1800 mit der Erneuerung des Kirchenschiffs. Es wurde ein schlichter Neubau für 1.973 Reichstaler errichtet. Der Chor musste dafür gekürzt werden und wurde nicht wieder optimal angebunden. Der frühere nördliche Nebenchor wurde niedergerissen, erhalten blieb nur die barocke Bischofsstatue des heiligen Nikolaus. Zwei Altäre mit Mensaplatten aus dem aufgelösten Kloster Heisterbach wurden für die neue Kirchengestaltung verwendet. 1812 hatte die französische Regierung der Birker Kirche auch den Annoschrein und andere Schätze der Abtei Michaelsberg zugesprochen. Die bereits 1826 begonnene Diskussion um eine eigene Pfarre endete am 22. September 1840 erfolgreich. 1844 erfolgte die Zuweisung der Neunkirchen-Seelscheider Ortsteile Hochhausen, Pohlhausen, Wahn und Straßen.
1887/88 wurde unter Einbeziehung des frühgotischen Chores aus dem 13. Jahrhundert eine neue dreischiffige neugotische Hallenkirche mit einem neuen eingerückten Westturm gebaut.

## Schule
Für die gewachsene Schülerzahl wurde ein neues Schulgebäude errichtet und 1967 fertiggestellt. Das alte Schulgebäude von 1845/46 steht heute unter Denkmalschutz. Bei der Schulreform mit der Trennung von Grund- und Hauptschule im Jahre 1968 wurden die Schüler der Oberstufe der Hauptschule in Lohmar zugewiesen. Birk behielt eine Grundschule.

## Heutiges Birk
Um den alten Ortskern entstanden nach allen Richtungen neue Wohngebiete, die das Ortsbild stark veränderten. Die Grenzen zwischen Birk und dem Nachbarort Inger sind verschwunden. Landwirtschaft spielt im Ort keine Rolle mehr. Es gibt noch zwei Aussiedlerhöfe, den Birkhof und den Ingerhof. Die berufstätigen Einwohner sind überwiegend Pendler zwischen ihrem Wohnort und ihrem auswärtigen Arbeitsplatz im Raum Köln-Bonn.
Für die Bedürfnisse des täglichen Lebens ist alles im Ort zu finden. Ein Arzt und ein Zahnarzt haben sich in Birk niedergelassen. Auch eine Apotheke, eine Bäckerei, ein Supermarkt, zwei Banken, eine Postagentur, zwei Restaurants und weitere Gewerbebetriebe sind vorhanden.
Birk hat eine konfessionelle Kindertagesstätte der evangelischen Gemeinde Birk und eine mehrzügige Grundschule, die von den Kindern aus Birk und den umliegenden Orten besucht wird.
Der Ort wird von mehreren Buslinien des Verkehrsverbundes Rhein-Sieg (VRS) angefahren, die Birk an das überörtliche Verkehrsnetz anschließen. Stündlich fahren Busse in Richtung Siegburg und in Richtung Neunkirchen/Much. Auch Lohmar und weitere Orte des Stadtgebietes sind durch Linienbusse, die überwiegend dem Schülertransport dienen, in den öffentlichen Personennahverkehr eingebunden.
Nahe Birk verläuft die Kreisstraße 13 und die durch das Jabachtal führende Bundesstraße 507. Die nächsten Anschlussstellen der Bundesautobahn 3 (A3) sind in Lohmar-Nord und Lohmar-Süd.
In Birk gibt es ein reges Vereinsleben. Der Männerchor „Liederkranz“ von 1908 bestand unter dem Namen „Gesangverein Erholung“ schon 1865 und der Kirchenchor „Cäcilia“ wurde 1882 gegründet. Aus dem Kirchenchor ging die Singgemeinschaft Birk 1964 hervor, die den Titel „Meisterchor des ChorVerbandes NRW e.V“ führen darf. Fast alle Vereine sind im 1984 gegründeten „Ortsring“ zusammengeschlossen. Das 1992 gebaute Bürgerhaus dient für viele Veranstaltungen der Vereine, die das Leben im Ort mitgestalten. Es grenzt an die 1990 erbaute Sporthalle, die von den Abteilungen des Turn- und Sportvereins (TuS Birk 1910) in Anspruch genommen wird, für die auch Sportanlagen für Fußball und Tennis vorhanden sind.
Von kulturell interessierten Bürgern werden auch die angebotenen kulturellen Veranstaltungen der Stadt Lohmar und der nahegelegenen Städte wahrgenommen. Organisierte Busfahrten führen zu Vorstellungen der Theatergemeinde Bonn mit Besuch von Opern und Schauspielen des  Bonner Stadttheaters.